# 阿尔贝托·隆巴尔迪
阿尔贝托·隆巴尔迪（義大利語：Alberto Lombardi，1893年8月21日—1975年4月10日），意大利男子马术运动员。他曾代表意大利参加1924年夏季奥林匹克运动会马术比赛，获得团体三日赛铜牌。